# Afonso Gifwning de Matos
Afonso Gifwning de Matos foi um político brasileiro.
Foi governador interino do Maranhão, de 1 de março a 26 de abril de 1914. Tinha ascendentes maternos irlandeses e pai português.